# Маноли
Маноли је насеље у Италији у округу Ређо ди Калабрија, региону Калабрија.
Према процени из 2011. у насељу је живело 299 становника. Насеље се налази на надморској висини од 1023 м.